# Gianicolense
Gianicolense es la duodécimo localidad de Roma, simbolizada como Q. XII. Esta localidad es llamada normalmente Monteverde-
El topónimo se refiere también a la zona urbanística de Roma 16D de Roma Capiale.

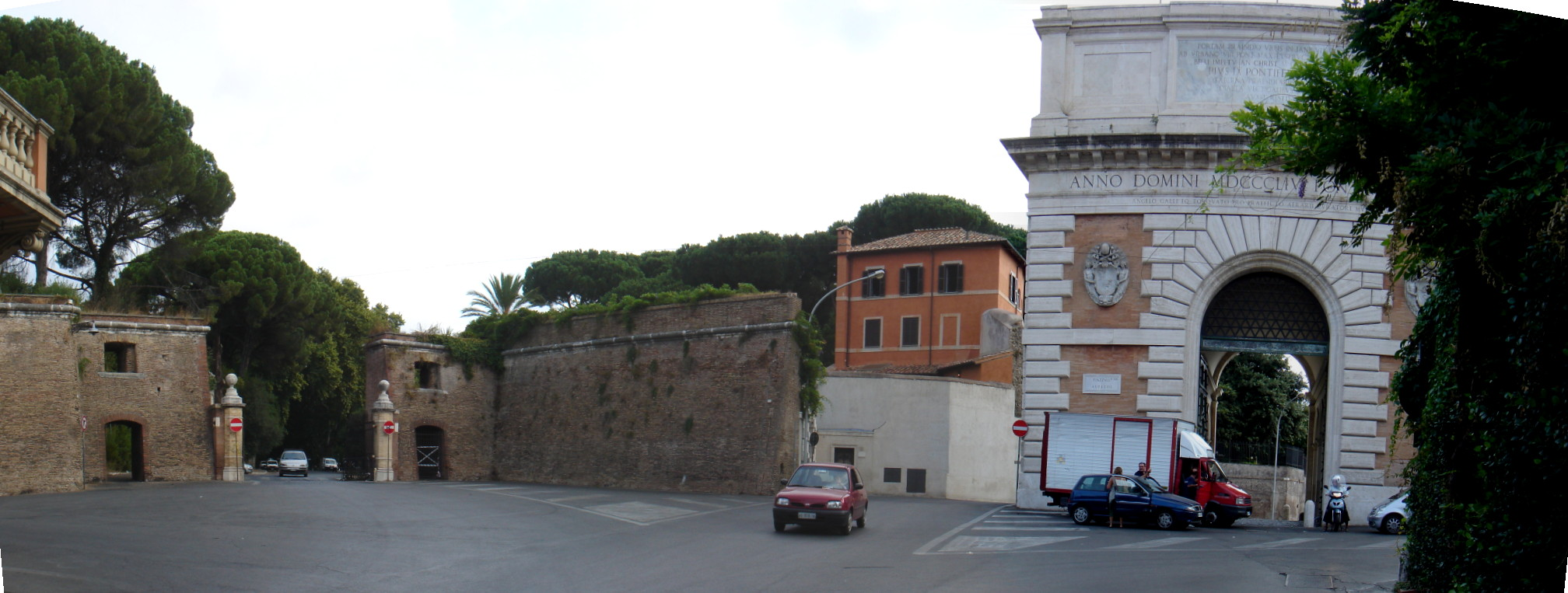
El muro cortado en la puerta de San Pancracio.

## Territorio
La localidad se encuentra al oeste de la ciudad, desde la Muralla Gianicolensi hasta la Vía de Casaletto y a la Reserva Natural del Valle de los Casali, comprendida entre la Vía Aurelia Antigua y la Vía Portuense. Los límites del barrio son:
- Al norte con la localidad Q. XIII Aurelio[1] y con el barrio R. XIII Trastevere[2]

- Al este con la localidad Q. XI Portuense[3]

- Al sur con el suburbio S- VII Portuense.[4]

- Al occidente con el suburbio S. VIII Gianicolense.[5]

La localidad comprende varias áreas urbanas: Monteverde viejo, Monteverde Nuevo, Ponte Bianco, Donna Olimpia, Porta Portese, Colli Portuensi y Nuovo Trastevere.
El nombre viene de la colina Gianicolo, que se ubica en el barrio de Roma de Trastevere, pero su extensión pertenece a Monteverde, que a su vez podría referirse a la piedra volcánica color verde amarillento que se extraía de las cuevas que cubrían la zona, de manera similar al término Mons Aureus, es decir Monte de oro.

## Historia
La localidad es rica en registros históricos  y está en las cercanías de la ciudad antigua, ya que se hallaban aquí los Orti di Cesare, varios lugares de culto de la religión romana pagana y algunas catacumbas hebreas y cristianas (véase Catacumba de Ponziano y de San Pancrazio, debajo de la Basílica de San Pancrazio.
En la antigüedad la localidad era atravesada de la actual vía Monteverde que era una desviación de la vía Portuense.